# Radio Classica
Radio Classica è un'emittente radiofonica privata nazionale del gruppo Class Editori con sede a Milano in Via Marco Burigozzo.

## Storia
Lanciata nel 2001, propone un palinsesto incentrato sulla musica classica e sulla finanza. Da dicembre 2021 trasmette, oltre che sulle frequenze in FM in Lombardia e in streaming tramite la app ufficiale, anche sul DAB+ in alcune città italiane tramite il mux MediaDAB. In passato, fino al 31 dicembre 2015, Radio Classica trasmetteva in FM anche in alcune altre città italiane; dal 1º gennaio 2016, la maggior parte delle sue frequenze sono state rilevate da Radio We.

## Programmi
La fascia dalle 10:00 alle 11:00 è condotta da Andrea Bossari
- Dall'India con amore (sabato)

La fascia dalle 11:00 alle 12:00 è condotta da Luca Zaramella
- Radio cultura (martedì)
- L'atlante (mercoledì)
- In cuffia (giovedì)
- Acquarello show (venerdì)

La fascia h 12:00 - 13:00 è condotta da Paolo Padrini
- Sacro respiro (sabato)

La fascia h 16:00 - 17:00 è condotta da Gabriele Formenti e Luca Ciammarughi
- Ritratti (venerdì)
- Classicomania (lunedì-giovedì)

La fascia dalle 18:00 alle 18:30 è condotta da Luca Zaramella
- Acquarello (lunedì-venerdì)

La fascia dalle 18:30 alle 19:00 è condotta da Pierluigi Magnaschi
- Punto su Piazza Affari (lunedì-venerdì)
- L'editoriale di Magnaschi (lunedì-venerdì)

La fascia dalle 19:00 alle 20:00 è dedicata alla musica a tema ed è condotta da Gabriele Formenti e Luca Ciammarughi.
- Stravaganze barocche (lunedì)
- Il pianista (martedì)
- La Pantera Rosa (mercoledì)
- Tutorial (giovedì)
- Il catalogo è questo (venerdì)
- Il concerto di Radio Classica (sabato)